# ハンドボールフランス女子代表

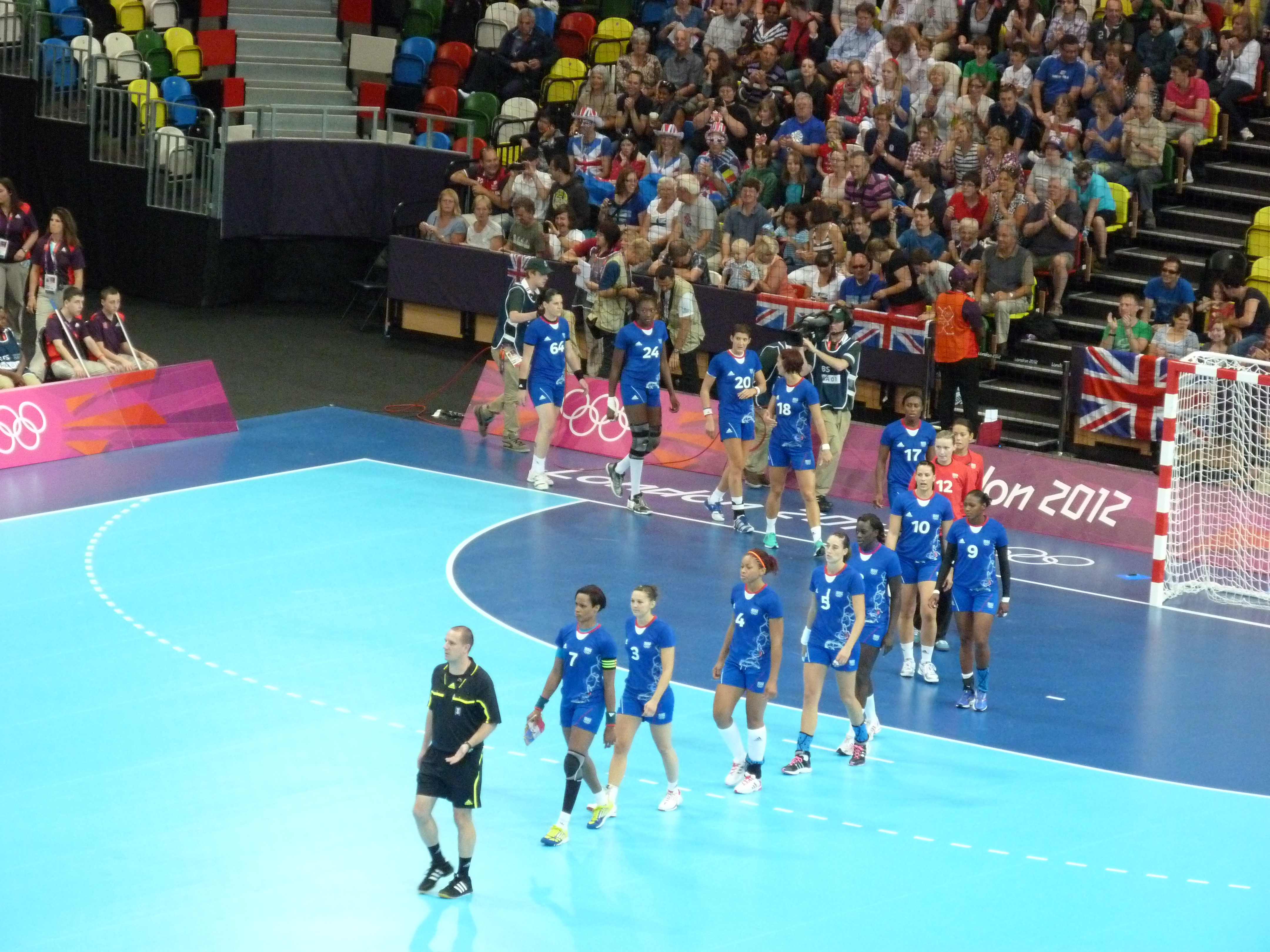
ロンドンオリンピックにおいてスウェーデンと対戦するフランス代表

ハンドボールフランス女子代表は、フランスハンドボール連盟(FFH)によって編成されるフランスの女子ハンドボールナショナルチームである。欧州ハンドボール連盟(EHF)に所属する。

## 成績

### オリンピック
- 2000年 - 6位
- 2004年 - 4位
- 2008年 - 5位
- 2012年 - 5位
- 2016年 - 2位
- 2020年 - 優勝

### 世界選手権
- 1986年：15位
- 1990年：14位
- 1997年：10位
- 1999年：2位
- 2001年：5位
- 2003年：優勝
- 2005年：12位
- 2007年：4位
- 2009年：2位
- 2011年：2位
- 2013年：6位
- 2015年：7位
- 2017年：優勝
- 2019年：13位

### 欧州選手権
- 2000年：5位
- 2002年：3位
- 2004年：11位
- 2006年：3位
- 2008年：14位
- 2010年：5位
- 2012年：9位
- 2014年：5位
- 2016年：3位
- 2018年：優勝
- 2020年：2位